# Barbade aux Jeux olympiques d'été de 2016
La Barbade participe aux Jeux olympiques d'été de 2016 à Rio de Janeiro au Brésil le 5 août. Il s'agit de sa 13e participation à des Jeux d'été.

## Athlétisme

### Homme

#### Course
| Athlètes        | Compétitions | Série   | Série | Demi-finales | Demi-finales | Finale  | Finale  |
| --------------- | ------------ | ------- | ----- | ------------ | ------------ | ------- | ------- |
| Athlètes        | Compétitions | Temps   | Rang  | Temps        | Rang         | Temps   | Rang    |
| Ramon Gittens   | 100 mètres   | 10 s 25 | 4e    | Éliminé      | Éliminé      | Éliminé | Éliminé |
| Levi Cadogan    | 200 mètres   | 21 s 02 | 7e    | Éliminé      | Éliminé      | Éliminé | Éliminé |
| Ramon Gittens   | 200 mètres   | 20 s 58 | 3e    | Éliminé      | Éliminé      | Éliminé | Éliminé |
| Burkheart Ellis | 200 mètres   | 20 s 74 | 4e    | Éliminé      | Éliminé      | Éliminé | Éliminé |

### Femme

#### Course
| Athlètes        | Compétitions     | Série   | Série | Demi-Finales | Demi-Finales | Finale   | Finale   |
| --------------- | ---------------- | ------- | ----- | ------------ | ------------ | -------- | -------- |
| Athlètes        | Compétitions     | Temps   | Rang  | Temps        | Rang         | Temps    | Rang     |
| Kierre Beckles  | 100 mètres haies | 13 s 01 | 6e    | Éliminée     | Éliminée     | Éliminée | Éliminée |
| Tia-Adana Belle | 400 mètres haies | 56 s 68 | 4e    | Éliminée     | Éliminée     | Éliminée | Éliminée |

## Natation
| Athlète     | Épreuve     | Séries        | Séries | Demi-finales | Demi-finales | Finale   | Finale   |
| Athlète     | Épreuve     | Temps         | Rang   | Temps        | Rang         | Temps    | Rang     |
| ----------- | ----------- | ------------- | ------ | ------------ | ------------ | -------- | -------- |
| Alex Sobers | 400 m libre | 3 min 59 s 97 | 44e    | NC           | NC           | Éliminée | Éliminée |